# Sqoubin
Sqoubin (arabe : سقوبين) est une petite ville du nord-ouest de la Syrie, dépendant administrativement du district de Lattaquié et du canton de Lattaquié. Selon le recensement de 2004, Sqoubin avait alors une population de 6 379 habitants, majoritairement alaouites.

## Géographie
Sqoubin se trouve dans la périphérie de la ville de Lattaquié située au sud-ouest. Elle est proche de Baksa et al-Qandjareh au nord, Sitmarkho au nord-est, Bourj al-Qasab au nord-ouest, et de la Méditerranée à l'ouest.